# ثيودور وودورد
ثيودور وودورد (بالإنجليزية: Theodore Woodward)‏ هو طبيب أمريكي، ولد في 22 مارس 1914 في وستمنستر في الولايات المتحدة، وتوفي في 11 يوليو 2005 في بالتيمور في الولايات المتحدة.